# Corlo (Ferrara)
Corlo è una frazione di Ferrara di 397 abitanti, facente parte della Circoscrizione 4. Il suo nome deriva da "Curulus", un fiume che scorreva nelle vicinanze del paese e che viene citato in un documento dell'anno 839.
Esso rientra in quel vasto territorio che nel VII secolo venne suddiviso in dodici parti chiamate "masse" rendendo il borgo di Corlo conosciuto sino a quei tempi. Il documento che fornisce tale elenco di località è una bolla vitaliana del 657.
Il nome di "Curulus" viene citato anche in carte risalenti al 1033 e 1158.

## Monumenti e luoghi d'interesse
- Chiesa di San Clemente I Papa e Martire, presente già dal 1621 venne ricostruita nel 1860 in stile neoclassico.